# SHS (企業)
株式会社SHS は、東京都新宿区西新宿に本社を置く、インターネットメディア運営会社。

## 概要
- 2009年7月設立。設立当初の本社は東京都中野区。2010年6月人材紹介事業として[TRY18]の運営を開始する。
- 2011年には業界でのシェア第一位となる。同じく2012年の4月には求人サイト[メリくら]の運営を開始する。
- 2013年4月、本社を新宿区西新宿に移転し、活動の幅を広げる。その他、様々な媒体の代理店としても活動している。

## 沿革
- 2009年7月 - 株式会社SHS設立
- 2010年6月 - 人材紹介サイト[TRY18]サービス開始
- 2012年4月 - 求人情報サイト[メリくら]サービス開始
- 2013年4月 - 本社を新宿区西新宿に移転

## 主なサービス
- TRY18(キャバクラ派遣サイト)
- メリくら(キャバクラ求人サイト)

## ホームページ
- 株式会社SHS